# Indigofera mildbraediana
Indigofera mildbraediana är en ärtväxtart som beskrevs av Jan Bevington Gillett. Indigofera mildbraediana ingår i släktet indigosläktet, och familjen ärtväxter. Inga underarter finns listade i Catalogue of Life.